# Nationale Vooruitgangspartij
De Nationale Vooruitgangspartij (Spaans: Partido de Avanzada Nacional) is een liberaal conservatieve politieke partij in Guatemala.
De partij werd in 1989 opgericht door Álvaro Arzú, die van 1996 tot 2000 voor de PAN president van Guatemala was. Sindsdien is de aanhang van de partij echter fors afgenomen. Arzú verliet in 2003 de partij om de Unionistische Partij (UU) op te richten. In de Guatemalteekse verkiezingen 2007 haalde PAN-kandidaat Fritz García-Gallont 2.56% van de stemmen en won de partij 4 van de 158 zetels in het Congres van de Republiek.
Sinds 2011 heeft de partij nog 2 zetels over.

## Presidentskandidaten
- 1990: Álvaro Arzú (verloren)
- 1993: Ramiro de León Carpio (gewonnen)
- 1995: Álvaro Arzú (gewonnen)
- 1999: Óscar Berger (verloren)
- 2003: Leonel López Rodas (verloren)
- 2007: Óscar Castañeda (verloren)
- 2011: Juan Guillermo Gutiérrez (verloren)
- 2015: Juan Guillermo Gutiérrez (verloren)
- 2019: Roberto Arzú